# Fernando Garreaud
Fernando Garreaud (1869-1929) fue un fotógrafo chileno de ascendencia francesa que realizó el álbum "República Peruana 1900" entre 1898 y 1900.

## Biografía
Nació en Chile en 1869, sus padres fueron el fotógrafo francés Emilio Garreaud y la dama parisina María Cristina Ferrier de Leblanc. De muy temprana edad se trasladó a la residencia de su familia en  Lima ya que sus padres se encontraban en Chile por motivos profesionales. Desde joven colaboró con su padre en su estudio fotográfico.
Su obra más importante fue el álbum "República Peruana 1900" para cuya realización posiblemente contó con el apoyo del gobierno de Nicolás de Piérola ya que tuvo que viajar por gran parte del territorio Peruano para poder realizar su trabajo sobre las placas de vidrio. Con este motivo sostuvo correspondencia con Max Uhle, posiblemente por algunas imágenes arqueológicas o tipos étnicos, o bien por la reutilización de negativos de  Charles Kroehle en su álbum. Como consecuencia de la alta calidad de su trabajo Vicuña Mackenna le encargó la dirección del Álbum del Cerro Santa Lucía. También realizó postales con temas chilenos y algunas de contenido erótico.
A partir de 1903 colaboró en la Revista Actualidades, donde apareció en una caricatura junto a otros colaboradores gráficos de la revista en una de las pocas imágenes conocidas de F. Garreaud.[cita requerida]
En torno a 1915 abandonó el estudio heredado de su padre que pasó a la propiedad de Héctor Ponsetti. En 1918 viajó a Estados Unidos en calidad de Secretario de José Payán y dos años después se separó de su familia y se estableció en Buenos Aires.[cita requerida]
Falleció en 1929 en la ciudad de Buenos Aires, solo y separado de sus 6 hijos y de su esposa Ana Ceumens que vivían en Chile y próximo a cumplir los 60 años.[cita requerida]

## Archivo
La Biblioteca Nacional del Perú conserva el Archivo Garreaud que contiene uno de los dos ejemplares del Álbum "República Peruana 1900" que existen en el país e incluye 495 fotografías de Perú y otro medio millar de imágenes diversas.